# Krystal (azienda)
Krystal è una catena di fast food statunitense con sede a Chattanooga nel Tennessee.
È conosciuta per i suoi piccoli hamburger con sottili foglie di cipolla. È spesso accostata alla White Castle per la forma dei suoi panini. All'inizio del 2013 ha trasferito la sua sede ad Atlanta.

## Storia
Fondato il 24 ottobre 1932 a Chattanooga, nel Tennessee, durante i primi anni della Grande Depressione, l'imprenditore Rody Davenport Jr. e il socio J. Glenn Sherrill teorizzarono che, anche in un grave sconvolgimento economico, "le persone avrebbero frequentato un ristorante tenuto perfettamente pulito, dove avrebbero potuto ottenere un buon pasto con un servizio cortese al prezzo più basso possibile". Il primo cliente del ristorante, French Jenkins, ordinò sei "Krystals" e una tazza di caffè, il tutto al prezzo di 35 centesimi ($ 6,17 in dollari di oggi), dimostrando così la veridicità della loro teoria.